# Jana Wassylowa
Jana Serhijiwna Wassylowa (ukrainisch Яна Сергіївна Василова, englische Transkription: Yana Vasilova; * 1. April 2005) ist eine ukrainische Billardspielerin aus Iwano-Frankiwsk, die in der Billardvariante Pyramide antritt.
Sie wurde 2020 und 2023 ukrainische Meisterin in der Disziplin Kombinierte Pyramide und 2024 in der Dynamischen Pyramide.

## Karriere
Jana Wassylowa begann im Alter von etwa acht Jahren mit dem Billardspielen und nahm ab 2013 regelmäßig an nationalen Jugendturnieren teil. Mit Bronze gewann sie 2016 ihre erste Medaille bei der ukrainischen Jugendmeisterschaft und 2017 folgten ihre ersten Turniersiege im nationalen Jugendpokal. Nachdem sie unter anderem zweimal Vizemeisterin geworden war, sicherte sie sich im März 2019 ihren ersten von bislang drei ukrainischen Jugendmeistertiteln.
Nachdem sie bei der Jugendweltmeisterschaft 2018 sieglos ausgeschieden war, besiegte sie 2019 unter anderem Chrystyna Schewtschenko und Anastassija Filipawa und zog ins Halbfinale ein, in dem sie der Titelverteidigerin Elina Nagula mit 0:4 unterlag. Zwei Jahre später verlor sie im Viertelfinale gegen Schewtschenko.
Bei den Damen scheiterte Wassylowa Anfang 2018 in der Kombinierten Pyramide bei ihrer ersten Teilnahme an der ukrainischen Meisterschaft in der Vorrunde und erreichte ein Jahr später das Viertelfinale. In der Dynamischen Pyramide und in der Freien Pyramide blieb sie 2019 hingegen sieglos.
Im Juli 2020 wurde Wassylowa durch einen 4:3-Finalsieg gegen Marija Pudowkina ukrainische Meisterin in der Kombinierten Pyramide, wobei das Entscheidungsspiel erst mit der fünfzehnten Kugel entschieden wurde. Wenige Wochen später zog sie auch in der Freien Pyramide ins Endspiel ein, musste sich nun jedoch Marija Skotschuk mit 2:5 geschlagen geben.
Bei der nationalen Kombinierte-Pyramide-Meisterschaft 2021 schied Wassylowa als Titelverteidigerin im Halbfinale gegen ihre Nachfolgerin Anna Kotljar aus. Kurz darauf gewann sie auch in der Dynamischen Pyramide die Bronzemedaille.
Im Februar 2022 erzielte Wassylowa nach einer Halbfinalniederlage gegen Anastassija Kowalenko ihre erste Podestplatzierung im ukrainischen Pokal.
Im Januar 2023 wurde Wassylowa zum zweiten Mal ukrainische Meisterin in der Kombinierten Pyramide. Bei der ukrainischen Freie-Pyramide-Meisterschaft 2023 gewann sie die Bronzemedaille, nachdem sie im Halbfinale gegen Julija Malachowa ausgeschieden war. Daneben nahm sie 2023 und 2024 an insgesamt drei Turnieren der GGPoker Open in der Freien Pyramide teil, kam dort jedoch nicht über die Vorrunde hinaus.
Im November 2024 wurde Wassylowa durch einen 4:2-Finalsieg gegen Julija Malachowa ukrainische Meisterin in der Dynamischen Pyramide. Anfang 2025 schied sie bei der Kombinierte-Pyramide-Meisterschaft im Halbfinale gegen die spätere Turniersiegerin Anastassija Kowalenko aus.

## Erfolge
| Ergebnis   | Jahr | Turnier                                | Finalgegnerin     | Endstand |
| ---------- | ---- | -------------------------------------- | ----------------- | -------- |
| Siegerin   | 2020 | Ukrainische Meisterschaft (Komb. Pyr.) | Marija Pudowkina  | 4:3      |
| Finalistin | 2020 | Ukrainische Meisterschaft (Fr. Pyr.)   | Marija Skotschuk  | 2:5      |
| Siegerin   | 2023 | Ukrainische Meisterschaft (Komb. Pyr.) | Hanna Herassimowa | (3:0) 1  |
| Siegerin   | 2024 | Ukrainische Meisterschaft (Dyn. Pyr.)  | Julija Malachowa  | 4:2      |

## Familie
Ihr Vater Serhij Wassylow spielt ebenfalls Billard.